# Trajtscho Trajkow

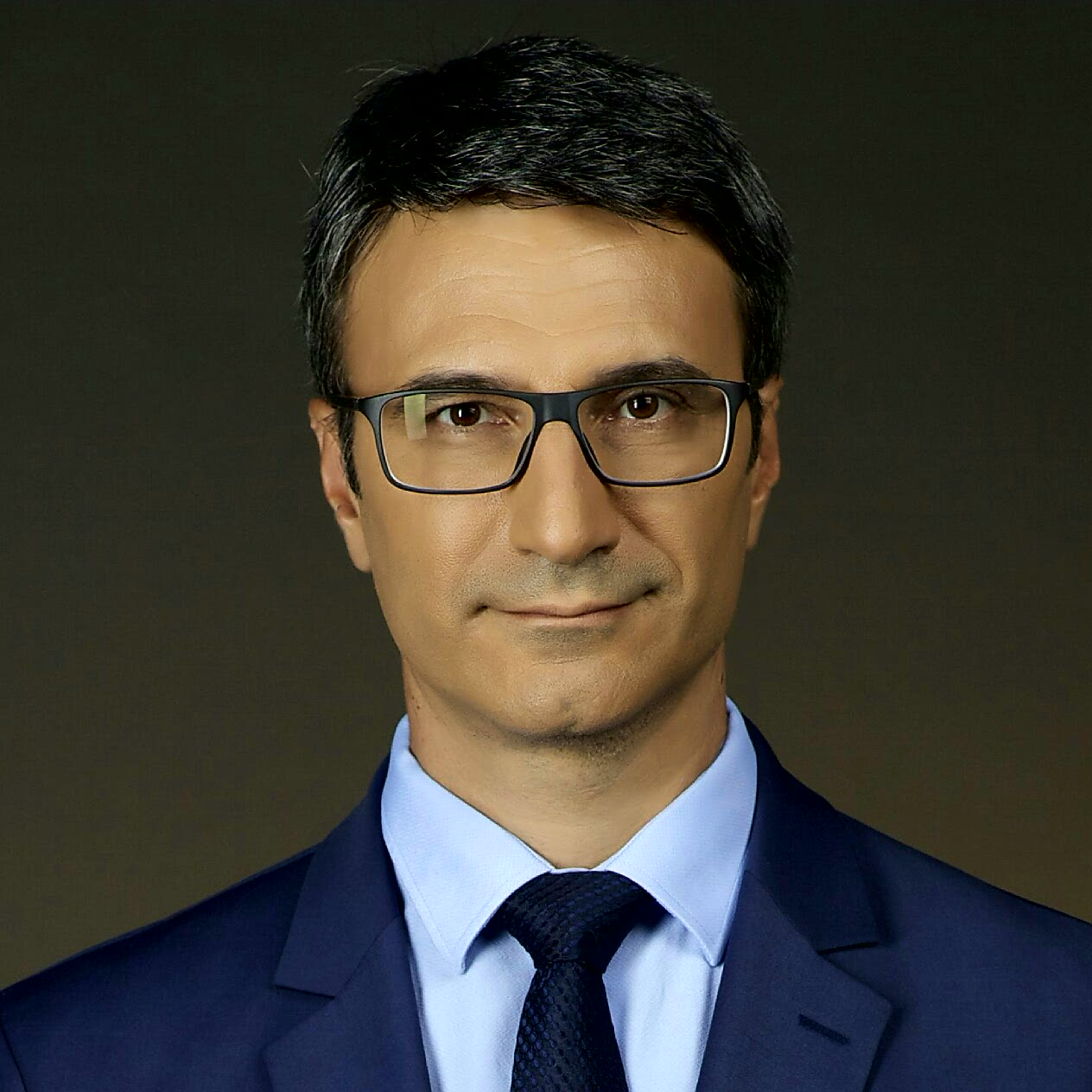
Trajtscho Trajkow

Trajtscho Dimitrow Trajkow (auch Traycho Dimitrov Traykov geschrieben, bulgarisch Трайчо Димитров Трайков; * 19. April 1970 in Sofia, Bulgarien) ist ein bulgarischer Ökonom, Politiker der Parteien GERB und des Reformblocks. Von 2009 bis 2012 war er  Minister für Wirtschaft, Energie und Tourismus des Landes. Seit November 2019 ist er Bürgermeister des Bezirks Sredets der bulgarischen Hauptstadt Sofia, nachdem er in einer Stichwahl mit 54,21 % gewählt worden war.

## Leben
Nach seinem Abitur am Ersten englischen Gymnasium besuchte er die Universität für National- und Weltwirtschaft, welche er 1994 absolvierte. Nach Spezialisierungen im Bereich Controlling, Analysis und Management in Deutschland und Österreich kehrte er nach Bulgarien zurück. Ab 2004 war er als Consulter für  Roland Berger tätig, bevor er 2005 als Prokurist ins Management von EVN Bulgaria berufen wurde. Von 2009 bis 2012 war er Minister für Wirtschaft, Energie und Tourismus des Landes in der Regierung von Bojko Borissow.